# Комплексная дифференциальная форма
Комплексная дифференциальная форма —  дифференциальная форма с комплексными коэффициентами, обычно рассматривается на комплексных многообразиях.

## Определения
Предположим, что M — комплексное многообразие комплексной размерности n.
Затем существует локальная система координат, состоящая из n комплекснозначных функций z 1,...,z n, таких, что переходы координат от одного участка к другому являются голоморфными функциями этих переменных.
Пространство комплексных форм имеет богатую структуру, в основном зависящую от того факта, что эти функции перехода являются голоморфными, а не просто гладкими.

### Один-формы
Мы начнём с случая с 1-форм. 
Разложим комплексные координаты на их вещественную и мнимую части: z j =x j +iy j для каждого j.
Положим
{\displaystyle dz^{j}=dx^{j}+idy^{j},\quad d{\bar {z}}^{j}=dx^{j}-idy^{j}.}
Отсюда видно, что любая дифференциальная 1-форма с комплексными коэффициентами может быть однозначно записана в виде суммы
{\displaystyle \sum _{j=1}^{n}\left(f_{j}dz^{j}+g_{j}d{\bar {z}}^{j}\right).}
Пусть Ω1,0 — пространство комплексных дифференциальных форм, содержащих только {\displaystyle dz}s, а Ω 0,1 — пространство форм, содержащих только {\displaystyle d{\bar {z}}}.
Условия Коши — Римана дают, что пространства Ω 1,0 и Ω 0,1 устойчивы при голоморфных изменениях координат.
То есть, для других координат w i, элементы Ω1,0 преобразуются тензорно, как и элементы Ω 0,1.
Таким образом, пространства Ω 0,1 и Ω 1,0 определяют комплексные векторные расслоения на комплексном многообразии.

### Высшие степени
Внешнее произведение комплексных дифференциальных форм определяется так же, как и для вещественных форм.
Пусть p и q — пара неотрицательных целых чисел ≤ n.
Пространство Ωp,q (p, q)-форм определяется путем взятия линейных комбинаций клиновых произведений p элементов из Ω 1,0 и q элементов из Ω 0,1.
Как и в случае с 1-формами, они устойчивы при голоморфных изменениях координат и поэтому определяют векторные расслоения.
Если E k — пространство всех комплексных дифференциальных форм полной степени k, то каждый элемент Ek может быть выражен единственным способом в виде линейной комбинации элементов из числа пространств Ω p, q с p + q =k.
То есть, существует прямое разложение суммы
{\displaystyle E^{k}=\Omega ^{k,0}\oplus \Omega ^{k-1,1}\oplus \dotsb \oplus \Omega ^{1,k-1}\oplus \Omega ^{0,k}=\bigoplus _{p+q=k}\Omega ^{p,q}.}
Поскольку это разложение прямой суммы устойчиво при голоморфных изменениях координат, оно также определяет разложение векторного расслоения.
В частности, для каждого k и каждого p и q с p + q =k существует каноническая проекция векторных расслоений
{\displaystyle \pi ^{p,q}:E^{k}\rightarrow \Omega ^{p,q}.}

### Операторы Дольбо
Обычная внешняя производная определяет отображение сечений {\displaystyle d:E^{r}\to E^{r+1}}.
Используя d и проекции, определенные в предыдущем подразделе, можно определить операторы Дольбо:
{\displaystyle \partial =\pi ^{p+1,q}\circ d:\Omega ^{p,q}\rightarrow \Omega ^{p+1,q},\quad {\bar {\partial }}=\pi ^{p,q+1}\circ d:\Omega ^{p,q}\rightarrow \Omega ^{p,q+1}}
Опишем эти операторы в локальных координатах.
Пусть
{\displaystyle \alpha =\sum _{|I|=p,|J|=q}\ f_{IJ}\,dz^{I}\wedge d{\bar {z}}^{J}\in \Omega ^{p,q}}
где I и J - мультииндексы.
Тогда
{\displaystyle \partial \alpha =\sum _{|I|,|J|}\sum _{\ell }{\frac {\partial f_{IJ}}{\partial z^{\ell }}}\,dz^{\ell }\wedge dz^{I}\wedge d{\bar {z}}^{J}}
{\displaystyle {\bar {\partial }}\alpha =\sum _{|I|,|J|}\sum _{\ell }{\frac {\partial f_{IJ}}{\partial {\bar {z}}^{\ell }}}d{\bar {z}}^{\ell }\wedge dz^{I}\wedge d{\bar {z}}^{J}.}
Заметим, что
{\displaystyle d=\partial +{\bar {\partial }}}
{\displaystyle \partial ^{2}={\bar {\partial }}^{2}=\partial {\bar {\partial }}+{\bar {\partial }}\partial =0.}
Эти операторы и их свойства используются при определении когомологий Дольбо и других аспектов теории Ходжа.

### Голоморфные формы
Для каждого p голоморфная p-форма является голоморфным сечением расслоения Ωp,0.
Таким образом, в локальных координатах голоморфная p-форма может быть записана в виде
{\displaystyle \alpha =\sum _{|I|=p}f_{I}\,dz^{I}}
где {\displaystyle f_{I}}являются голоморфными функциями.
Эквивалентно и из-за независимости комплексного сопряженного, (p, 0)-форма α голоморфна тогда и только тогда, когда
{\displaystyle {\bar {\partial }}\alpha =0.}
Пучок голоморфных p-форм часто пишется Ωp, хотя иногда это может привести к путанице, поэтому многие авторы склонны использовать другие обозначения.